# Žiga Šolar
Žiga Šolar (* 1990) ist ein ehemaliger slowenischer Naturbahnrodler. Er nahm im Winter 2007/2008 an zwei Weltcuprennen teil und bestritt mehrere Rennen im Interkontinentalcup.

## Karriere
Im Interkontinentalcup nahm Žiga Šolar ab dem Winter 2005/2006 an Rennen teil, erreichte aber nie vordere Platzierungen. Seine einzigen beiden Starts im Weltcup hatte Šolar, der für den SD Domel Železniki fuhr, am Ende der Saison 2007/2008 in Železniki. Dort erzielte er die Plätze 28 und 29 und klassierte sich nur im Schlussfeld. Im Gesamtweltcup belegte er Rang 42. Nach dieser Saison bestritt er keine internationalen Rennen mehr. Im Sommer nahm Žiga Šolar auch an Wettkämpfen im Rollenrodeln teil.

## Sportliche Erfolge

### Weltcup
- 42. Gesamtrang in der Saison 2007/2008
- Zwei Top-30-Platzierungen in Weltcuprennen